# Jean-Baptiste van den Wiele
Aimé Jean-Baptiste François van den Wiele, né à Malines le 18 août 1745 et mort à Anvers le 13 avril 1801, est un avocat et homme politique.

## Biographie
Aimé Jean-Baptiste François van den Wiele était un fils de François Joseph van den Wiele, conseiller-pensionnaire de la ville de Malines, et de Barbe Scheppers.
Il devient avocat au Grand conseil des Pays-Bas à Malines. Il est anobli par lettres du 3 septembre 1767.
En 1785, il devint bourgmestre de Malines.
Il s'est marié avec Jeanne Husmans de Merbois, fille de Charles Henri Husmans, seigneur de Merbois, premier substitut du procureur général au Grand conseil de Malines, conseiller pensionnaire des ville et province de Malines, et de Thérèse Françoise van Aken. Ils sont les parents de :
- Jean Baptiste (1773-1830), qui épouse Marie de Nelis (fille du bourgmestre Jean-Charles de Nelis et belle-sœur du bourgmestre Jean-François-Xavier Estrix) et qui est le père du député Adolphe Van den Wiele
- Antoinette, épouse de Martial-Joseph Deudon d'Heysbroek (nl) (veuf de Marie Elisabeth van den Nieuwenhuysen)
- Joseph, marié avec Sara van Diepenbeeck
- Marie Ghislaine, épouse de Joseph Annez, bourgmestre de Burcht et Zwijndrecht, conseiller provincial

## Sources
- « Généalogie van den Wiele », in Annuaire de la noblesse de Belgique, Bruxelles, 1855.
- M. Renaer, « Jean-Baptiste van den Wiele », in Biographie nationale de Belgique, t. XV, Bruxelles
- Oscar Coomans de Brachène, État présent de la noblesse belge, annuaire 2001, Bruxelles, 2001.